# سبدنشین دم‌سیاه
سبدنشین دم‌سیاه (نام علمی: Cisticola melanurus) نام یک گونه از سرده سبدنشین است.